# W. L. Gore & Associates
W. L. Gore & Associates, Inc., została założona 1 stycznia 1958, w Newark w stanie Delaware, przez Wilberta L. i Genevieve Gore'ów. 
Sztandarowymi produktami przedsiębiorstwa są syntetyczne tkaniny Gore-Tex oraz Windstopper.
Posiada swoje filie w Argentynie, Australii, Austrii, Brazylii, Chinach, Finlandii, Francji, Niemczech, Grecji, Hongkongu, Indiach, Włoszech, Japonii, Korei Południowej, Malezji, Holandii, Nowej Zelandii, Polsce, Rosji, Szkocji, Singapurze, Hiszpanii, Szwecji, Tajwanie i USA.
Fabryki są ulokowane w USA, Niemczech, Szkocji, Japonii i Chinach.
Przychód W. L. Gore & Associates wynosi około 3,2 mld dolarów. Przedsiębiorstwo zatrudnia ok. 10 tys. pracowników.